# Dictyophleba rudens
Dictyophleba rudens är en oleanderväxtart som beskrevs av Frank Nigel Hepper. Dictyophleba rudens ingår i släktet Dictyophleba och familjen oleanderväxter. Inga underarter finns listade i Catalogue of Life.